# Ursus nella terra di fuoco
Ursus nella terra di fuoco è un film peplum del 1963 diretto da Giorgio Simonelli e centrato sulla figura di Ursus.

## Trama
Il re Lotar e i suoi consiglieri Amilcare e Mila hanno propositi di conquista nei confronti di popolazioni protette dal prode Ursus.
Usando come pretesto un incidente accaduto alla figlia Diana, Lothar cerca di togliere di mezzo Ursus facendolo catturare da dei giganti con cui l'eroe ingaggia una dura lotta.
Durante il combattimento un terremoto seppellisce Ursus, Amilcare allora uccide il re per usurparne il trono, e per autocelebrarsi proclama un torneo di guerrieri in cui il favorito è il suo campione, un valoroso guerriero di nome Lero.
Lero stravince tutti i duelli ma alla fine si fa avanti un concorrente mascherato che lo sconfigge, il guerriero mascherato è ovviamente Ursus e viene catturato dal re insieme a Diana.
Alla fine Ursus riuscirà a liberarsi e con l'aiuto degli dei eliminerà il sovrano.